# Brodo di giuggiole
Il brodo di giuggiole è un liquore composto, preparato a partire dalle giuggiole appassite.

## I frutti
La giuggiola, frutto del giuggiolo della famiglia delle Rhamnaceae, pianta proveniente dalla Siria e già conosciuta in Italia nel 1660, come risulta dal vocabolario della Crusca dell'epoca, oggi è coltivata anche in Italia ed è tipica della zona dei Colli Euganei, in Veneto, principalmente nel comune di Arquà Petrarca.

## Composizione e caratteristiche
La composizione è costituita da acqua, frutti di giuggiole appassiti, mele cotogne, uva, vino, zucchero, ed infine dopo l'addensamento del liquido mediante cottura, buccia di limone grattugiata, che è scottata ma non bollita.
La gradazione alcolica è irrilevante, dato che il vino è usato solo come aromatizzante, e viene fatto evaporare in cottura.
La conservazione avviene in vasi sterilizzati e sigillati.

## Storia
L'origine del brodo di giuggiole è strettamente legata alla storia della potente famiglia mantovana dei Gonzaga. Nel Cinquecento i Gonzaga acquistarono un terreno a Maderno (oggi comune di Toscolano-Maderno), sulla sponda occidentale del lago di Garda. Qui costruirono un sontuoso palazzo. A monte della dimora vi era un antico convento di frati, che i duchi mantovani trasformarono nella residenza denominata "il Serraglio", ricca di giardini e di varietà arboree. Il particolare clima e l'esposizione soleggiata favorivano la crescita delle piante di giuggiolo, i cui frutti allora come oggi sono molto apprezzati. Il brodo di giuggiole veniva servito in bicchierini durante le feste dei duchi mantovani. Il successo di questo elisir fu tale che venne coniata l'espressione "andare in brodo di giuggiole", in riferimento alla felicità derivata dalla bontà di questo prodotto e quindi dal piacere che ne deriva consumandolo.
Il brodo di giuggiole è ricco di vitamina C e zuccheri, risulta dolciastro ed estremamente gustoso.